# Глоуг, Хелен
Хелен Глоуг (англ. Helen Gloag; 1750, Мутхилл, Пертшир, Шотландия — 1790) — супруга султана Марокко Мохаммеда III бен Абдаллаха.
Хелен Глоуг родилась 29 января 1750 года в семье кузнеца Эндрю Глоуга и его жены Энн Кей в деревне Вестер-Петт, к югу от селения Мутхилла в шотландском графстве Пертшир, будучи старшей среди четырёх братьев и сестёр. Её отец вновь женился после смерти её матери, но у Хелен не сложились отношения с мачехой, из-за чего она покинула дом в возрасте 19 лет, сев на корабль, шедший из Гринока в Южную Каролину. Судно было захвачено берберскими пиратами из Марокко, через две недели после начала плавания.
После захвата пиратами мужчины с корабля были убиты, а женщины отправлены на невольничий рынок в Алжире. Глоуг была куплена богатым марокканцем и передана султану Сиди Мохаммеду бен Абдаллаху. Будучи под впечатлением от её красоты, рыжих волос и зелёных глаз, султан ввёл её в свой гарем. Его страстное увлечение ею привело к тому, что она стала его четвёртой женой, а в конечном итоге и вовсе «главной» или любимой женой. Впоследствии Глоуг была удостоена даже титула императрицы. Её участие, по некоторым данным, сыграло важную роль в освобождении моряков и рабов, захваченных пиратами Сале.
Глоуг имела возможность переписываться со своими родными и принимать в Марокко своего брата Роберта, который рассказал её историю в Шотландии. В её заслугу ставилось сокращение активности марокканских пиратов, хотя это также могло быть связано с увеличением числа британских и французских военных кораблей в окрестных водах, присутствовавших там из-за растущей напряжённости перед Наполеоновскими войнами.
Султан Сиди Мохаммед бен Абдаллах умер в 1790 году, а на трон взошёл его сын Мулай аль-Язид. Хелен на месте императрицы сменила другая представительница гарема султана. Новый правитель укреплял свою власть, убивая всех возможных своих соперников, включая двух сыновей Хелен. Предположительно она сама могла быть убита в период двухлетнего хаоса, последовавшего после этой смены власти.